# Marcus Andersson
Marcus Andreas Andersson, född 13 juli 1987 i Stensjöns församling i Mölndal, är en svensk politiker (socialdemokrat). Han är riksdagsledamot (tjänstgörande ersättare) sedan 2022 för Västra Götalands läns östra valkrets.
Andersson kandiderade i riksdagsvalet 2022 och blev ersättare. Han är tjänstgörande ersättare för Erik Ezelius under perioden 14 november 2022–14 maj 2023. I riksdagen är Andersson extra suppleant i försvarsutskottet.